# Lithi chloride
Lithi chloride là một hợp chất vô cơ với công thức hóa học LiCl. Muối này là một hợp chất ion điển hình, mặc dù kích thước nhỏ của ion Li+ khiến cho nó có các thuộc tính chưa từng thấy trong các chloride kim loại kiềm khác như độ hòa tan phi thường trong dung môi phân cực (83,05 g/100 mL trong nước ở 20 ℃) và khả năng hút ẩm mạnh.

## Tính chất hóa học
Muối này tạo thành tinh thể hydrat ngậm nước, không giống như các chloride kim loại kiềm khác. Các dạng ngậm một, ba và năm phân tử nước đều đã được biết đến. Muối dạng khan có thể được điều chế bằng đun nóng muối hydrat. Điện phân nóng chảy LiCl sẽ tạo ra LiOH và HCl. LiCl cũng hấp thụ amonia gấp bốn lần lượng mol của nó. Như với bất kỳ ion chloride khác, dung dịch lithi chloride có thể dùng như một nguồn tạo ion chloride, ví dụ như, tạo thành một kết tủa khi phản ứng với bạc nitrat:
LiCl + AgNO3 → AgCl↓ + LiNO3

## Điều chế
Lithi chloride được sản xuất bằng cách để lithi cacbonat phản ứng với axit clohydric. Về nguyên tắc cũng có thể dùng phản ứng tạo nhiệt độ cao của kim loại lithi với một trong hai chất: clo hoặc khí hydro chloride. LiCl khan được chế tạo từ muối ngậm nước bằng cách nung nóng với một luồng khí hydro chloride.

## Ứng dụng
Lithi chloride chủ yếu được sử dụng để sản xuất lithi kim loại bằng cách điện phân LiCl/KCl nóng chảy ở nhiệt độ 450 °C (842 °F). LiCl cũng được sử dụng như một chất lỏng để hàn cho nhôm trong các phụ tùng ô tô. Nó được sử dụng như một chất chống ẩm để làm khô các dòng không khí. Trong các ứng dụng chuyên biệt hơn, lithi chloride được sử dụng trong tổng hợp hữu cơ, ví dụ, như một chất phụ gia trong phản ứng Stille. Ngoài ra, trong các ứng dụng sinh hóa, nó có thể được sử dụng để kết tủa RNA chiết xuất từ tế bào.
Lithi chloride cũng được sử dụng như một chất tạo màu lửa để tạo ra ngọn lửa đỏ tối.
Lithi chloride được sử dụng như một tiêu chuẩn độ ẩm tương đối trong việc hiệu chuẩn máy đo độ ẩm. Ở 25 °C (77 °F) một dung dịch bão hòa (45,8%) muối sẽ mang lại một độ ẩm tương đương cân bằng 11,3%. Ngoài ra, lithi chloride tự nó có thể được sử dụng như một máy đo độ ẩm. Muối chloride này tạo thành một giải pháp tự nhiên khi tiếp xúc với không khí. Nồng độ LiCl cân bằng trong dung dịch thu được liên quan trực tiếp đến độ ẩm tương đối của không khí. Độ ẩm tương đối phần trăm tại 25 °C (77 °F) có thể được ước tính, với sai số tối thiểu trong phạm vi 10–30 °C (50–86 °F), từ phương trình bậc nhất sau đây: RH = 107.93-2.11C, với C là nồng độ LiCl, đơn vị phần trăm tính theo khối lượng.
LiCl nóng chảy được sử dụng để sản xuất ống nanô cacbon, graphen và lithi niobat.
Muối này cũng được chứng minh là có đặc tính diệt sâu bọ mạnh và có hiệu quả chống lại sự gây hại của ký sinh trùng Varroa destructor trong quần thể ong mật.

## An toàn
Các muối lithi ảnh hưởng đến hệ thống thần kinh trung ương theo nhiều cách khác nhau. Trong khi các muối xitrat, cacbonat và orotat hiện đang được sử dụng để điều trị rối loạn lưỡng cực, các muối lithi khác (bao gồm cả lithi chloride) đã từng được sử dụng trong quá khứ. Trong một thời gian ngắn vào năm 1940, lithi chloride được sản xuất như một chất muối thay thế trong thực phẩm, nhưng điều này bị cấm sau khi các tác động độc hại của hợp chất bị phát hiện.